# Чеслав Милош
 Чѐслав Мѝлош (на полски: Czesław Miłosz) е полски поет, прозаик, есеист, литературен историк, преводач и дипломат, Нобелов лауреат за литература през 1980 година.

## Биография

### Детство и младост
Чеслав Милош е син на Александър и Вероника Милош. Роден е в с. Шетейне (Сетеняй), Ковненска губерния, Руска империя.
Великото литовско княжество, където се възпитава Милош, заедно със своята многокултурна и толерантна атмосфера, оказва решаващо влияние върху творчеството на поета и той самият често се връща към спомените от детството (Долината на Иса). Вдъхновяващи се оказват за него както спокойният живот на село, така и лудите пътешествия с баща му. Огромно влияние върху поета оказват също така историческите събития, на които става свидетел: Октомврийската революция и Полско-съветската война. На 19 септември 1917 г. се ражда по-малкият му брат, Анджей Милош, бъдещият документален режисьор, публицист и преводач.
Милош учи в университета „Стефан Батори“ във Вилнюс, първоначално полонистика, а след това се прехвърля да следва право. През 1930 г. дебютира в университетското издание „Alma Mater Vilnensis“ със стиховете „Композиция“ и „Пътуване“. Член е на поетическата група Жагари и съавтор на издание със същото име. Работи в Полското радио Вилнюс.

### Втора световна война
След избухването на Втората световна война, Милош се отправя към южната част на Полша. Когато на 17 септември, в резултат на пакта Рибентроп-Молотов, Червената армия започва инвазия по източните граници на Полша, поетът вече се намира в Румъния. Войската на СССР превзема Вилнюс и го предава на Литва. Милош се връща в родното си място и приема литовско гражданство. Обаче още на 14 юни 1940 г. 150 хил. войници прекрачват границите на Литва и започва съветската окупация. Тези събития разтърсват поета и това се отразява в неговата поезия. Напуска Вилнюс и се премества в окупираната от немците Варшава, където работи в Университетската библиотека. Участва в нелегалния литературен живот, през 1940 г. публикува том Стихове с псевдонима Ян Сируч. След краха на Варшавското въстание Милош намира убежище първо в Яниславице, после в имението на Йежи Турович в Гошице. През 1945 г. заживява в Краков.

### Следвоенен период
Започва работа като културно аташе в комунистическото правителство на Полша в САЩ и Париж. През 1951 г. поисква политическо убежище във Франция, като по време на престоя си в Париж решава да се срещне с редактора на „Култура“ Йежи Гедройч и да помоли за скривалище и за обезпечаване не неговите вещи докато получи политическо убежище. За известно време Милош живее в Мезон Лафит, което води до дългогодишно сътрудничество с издателството „Литературен институт“, ръководено от Йежи Гедройч. Това обаче става повод за скандал от страна на част от полската емиграция – срещу приемането на Милош протестира и редакцията на „Вядомошчи“ на Мечислав Гридзевски. Две години по-късно Литературният институт на Гедройч издава „Поробеният разум“ (1953) – книга, насочена към полската емиграция, която коментира мисловния механизъм на човека в народната демокрация. През следващите години Литературният институт издава голяма част от творбите на Милош, а самият Гедройч представя кандидатурата му за Нобелова награда.
През 1960 г. Милош се мести в САЩ, където преподава славянска литература в Калифорнийския университет в Бъркли. В чужбина създава предимно поезия, изключително разнообразна, а най-голямо признание получават политическите му стихове. В Полската народна република е обявен за предател, осъден е от Полския литературен съюз и някои автори (Константи Илдефонс Галчински, Кажимеж Брандис, Ярослав Ивашкевич и Антони Слонимски). До 1980 г. има цензура, забраняваща не само публикацията на негови произведения, но дори и за споменаване на името му. Книгите на Милош са издавани като самиздат, внасяни нелегално, а за малцина са достъпни в забранените кътчета на университетските библиотеки. Милош е отхвърлян дори от част от полската емиграция, като го обвиняват в „болшевизъм“.
Отношението на властите и емиграционното общество към Милош започва да се променя след 1980 г., когато поетът получава Нобелова награда за цялостно творчество. Година по-късно се връща в страната, където негови творби вече се издават легално. Те се превръщат във вдъхновение за развиващата се политическа опозиция.
През 1993 г. поетът окончателно се връща в Полша, като избира за място за живеене Краков, както сам твърди „най-близо до Вилнюс“.
Умира на 14 август 2004 г. в Краков, на 93 години. Погребението се състои на 27 август 2004 в Криптата на заслужилите поляци на Скалка.

## Личен живот
През 1944 г. Чеслав Милош се жени за Янина, която след като свършва Втората световна война заминава с мъжа си за САЩ, където живее до края на живота си. След като тя умира Чеслав Милош написва „Сбогуване с моята жена Янина“. Имат двама синове: Антони (роден 1947 г.) и Пьотр (роден 1951). През 1992 г. Милош се жени повторно за американската историчка Карол Тигпен, но отново овдовява.

## Творчество
Стиховете на Чеслав Милош са интелектуални, а метафорите, които използва са ярки и внушаващи. Творчеството му преди Втората световна война е наситено с катастрофизъм. В него доминират метафорите и апокалиптичните визии. Стиховете, писани по време на войната, вече не притежават такъв патос. Поетът разчита на комуникативността на стиха – на разбирането на съдържащото се в него философско и интелектуално съдържание. Част от тези стихове Милош посвещава на окупираната Варшава, където живее по време на войната. В творчеството на Милош, писано по време на войната, се забелязва едно умишлено отклоняване от военната тематика. От този период ще намерим стихове, описващи красотата на света, който – може да ни се стори – никога не познава войната.
Въвежда нов литературен жанр в полската литература – поетически трактат (трактат-поема), който по думите на поета „е насочен срещу съвременното разбиране за ограничаване и разширява „обхвата“ на поезията“.
Освен множеството томове поезия, Милош издава и няколко сборници с есета. Най-известният от тях, превеждан на много езици е „Поробеният разум“ и до днес се определя за изключителен опит за научен анализ на действията на комунистическата пропаганда. След като прекъсва връзката си с комунистическите власти, в своето творчество Милош изразява критиката си по отношение на Полската народна република, често осъжда полския национализъм, критикува традиционния полски католицизъм.
Известни са 28 псевдонима, с които Милош подписва своите творби. Някои от тях са: Адриан Желински, Едвард Жулински, Ян М. Новак, Ян Сируч и др.

## Памет
Стихотворението на Чеслав Милош „Това, което бе голямо“ („Co było wielkie“) е изписано на 30 СОУ в София.